# Rally de Alemania de 2017
El Rally de Alemania de 2017, oficialmente 35. ADAC Rallye Deutschland, fue la trigesimoquinta edición y la décima ronda de la temporada 2017 del Campeonato Mundial de Rally. Se celebró del 17 al 20 de agosto y contó con un itinerario de 21 tramos sobre asfalto que sumaron un total de 311.22 km cronometrados. Fue también la décima ronda de los campeonatos WRC 2 y WRC 3.

## Lista de inscritos
| \| Pilotos principales \| Pilotos principales \| Pilotos principales \| Pilotos principales \| Pilotos principales \| Pilotos principales \| \| Num. \| Piloto \| Copiloto \| Coche \| Equipo \| Neumático \| \| ------------------------------------- \| ------------------- \| ------------------- \| --------------------- \| --------------------------- \| ------------------- \| \| 1 \| Sébastien Ogier \| Julien Ingrassia \| Ford Fiesta WRC \| M-Sport World Rally Team \| M \| \| 2 \| Ott Tänak \| Martin Järveoja \| Ford Fiesta WRC \| M-Sport World Rally Team \| M \| \| 3 \| Elfyn Evans \| Daniel Barritt \| Ford Fiesta WRC \| M-Sport World Rally Team \| DM \| \| 4 \| Hayden Paddon \| Sebastian Marshall \| Hyundai i20 Coupe WRC \| Hyundai Motorsport \| M \| \| 5 \| Thierry Neuville \| Nicolas Gilsoul \| Hyundai i20 Coupe WRC \| Hyundai Motorsport \| M \| \| 6 \| Dani Sordo \| Marc Martí \| Hyundai i20 Coupe WRC \| Hyundai Motorsport \| M \| \| 7 \| Kris Meeke \| Paul Nagle \| Citroën C3 WRC \| Citroën Total Abu Dhabi WRT \| M \| \| 8 \| Craig Breen \| Scott Martin \| Citroën C3 WRC \| Citroën Total Abu Dhabi WRT \| M \| \| 9 \| Andreas Mikkelsen \| Anders Jæger \| Citroën C3 WRC \| Citroën Total Abu Dhabi WRT \| M \| \| 10 \| Jari-Matti Latvala \| Miikka Anttila \| Toyota Yaris WRC \| Toyota GAZOO Racing WRC \| M \| \| 11 \| Juho Hänninen \| Kaj Lindström \| Toyota Yaris WRC \| Toyota GAZOO Racing WRC \| M \| \| 12 \| Esapekka Lappi \| Janne Ferm \| Toyota Yaris WRC \| Toyota GAZOO Racing WRC \| M \| \| 14 \| Armin Kremer \| Pirmin Winklhofer \| Ford Fiesta WRC \| M-Sport World Rally Team \| M \| \| 22 \| Jean-Michel Raoux \| Laurent Magat \| Citroën DS3 WRC \| Jean-Michel Raoux \| DM \| \| 23 \| Jourdan Serderidis \| Frédéric Miclotte \| Citroën DS3 WRC \| Jourdan Serderidis \| M \| \| Fuente: adac-rallye-deutschland.de[2] \| \| \| \| \| \| |                    |                    |                       |                             |           |
| Pilotos principales |                    |                    |                       |                             |           |
| Num. | Piloto             | Copiloto           | Coche                 | Equipo                      | Neumático |
| 1 | Sébastien Ogier    | Julien Ingrassia   | Ford Fiesta WRC       | M-Sport World Rally Team    | M         |
| 2 | Ott Tänak          | Martin Järveoja    | Ford Fiesta WRC       | M-Sport World Rally Team    | M         |
| 3 | Elfyn Evans        | Daniel Barritt     | Ford Fiesta WRC       | M-Sport World Rally Team    | DM        |
| 4 | Hayden Paddon      | Sebastian Marshall | Hyundai i20 Coupe WRC | Hyundai Motorsport          | M         |
| 5 | Thierry Neuville   | Nicolas Gilsoul    | Hyundai i20 Coupe WRC | Hyundai Motorsport          | M         |
| 6 | Dani Sordo         | Marc Martí         | Hyundai i20 Coupe WRC | Hyundai Motorsport          | M         |
| 7 | Kris Meeke         | Paul Nagle         | Citroën C3 WRC        | Citroën Total Abu Dhabi WRT | M         |
| 8 | Craig Breen        | Scott Martin       | Citroën C3 WRC        | Citroën Total Abu Dhabi WRT | M         |
| 9 | Andreas Mikkelsen  | Anders Jæger       | Citroën C3 WRC        | Citroën Total Abu Dhabi WRT | M         |
| 10 | Jari-Matti Latvala | Miikka Anttila     | Toyota Yaris WRC      | Toyota GAZOO Racing WRC     | M         |
| 11 | Juho Hänninen      | Kaj Lindström      | Toyota Yaris WRC      | Toyota GAZOO Racing WRC     | M         |
| 12 | Esapekka Lappi     | Janne Ferm         | Toyota Yaris WRC      | Toyota GAZOO Racing WRC     | M         |
| 14 | Armin Kremer       | Pirmin Winklhofer  | Ford Fiesta WRC       | M-Sport World Rally Team    | M         |
| 22 | Jean-Michel Raoux  | Laurent Magat      | Citroën DS3 WRC       | Jean-Michel Raoux           | DM        |
| 23 | Jourdan Serderidis | Frédéric Miclotte  | Citroën DS3 WRC       | Jourdan Serderidis          | M         |
| Fuente: adac-rallye-deutschland.de |                    |                    |                       |                             |           |

## Resultados

### Itinerario
| Día             | Tramo | Nombre                   | Distancia | Ganador de la etapa | Coche                 | Tiempo  | Líder de la general |
| --------------- | ----- | ------------------------ | --------- | ------------------- | --------------------- | ------- | ------------------- |
| Día 1 (17 ago)  | SS1   | SSS Saarbrücken          | 2.05 km   | Jan Kopecký         | Škoda Fabia R5        | 2:05.9  | Jan Kopecký         |
| Día 2 (18 ago)  | SS2   | SSS Wadern-Weiskirchen 1 | 9.27 km   | Dani Sordo          | Hyundai i20 Coupe WRC | 5:12.2  | Dani Sordo          |
| Día 2 (18 ago)  | SS3   | Mittelmosel 1            | 22.00 km  | Ott Tänak           | Ford Fiesta WRC       | 13:00.3 | Ott Tänak           |
| Día 2 (18 ago)  | SS4   | Grafschaft 1             | 18.35 km  | Andreas Mikkelsen   | Citroën C3 WRC        | 10:50.3 | Andreas Mikkelsen   |
| Día 2 (18 ago)  | SS5   | SSS Wadern-Weiskirchen 2 | 9.27 km   | Thierry Neuville    | Hyundai i20 Coupe WRC | 5:15.9  | Andreas Mikkelsen   |
| Día 2 (18 ago)  | SS6   | Mittelmosel 2            | 22.00 km  | Ott Tänak           | Ford Fiesta WRC       | 13:31.5 | Andreas Mikkelsen   |
| Día 2 (18 ago)  | SS7   | Grafschaft 2             | 18.35 km  | Ott Tänak           | Ford Fiesta WRC       | 11:15.4 | Ott Tänak           |
| Día 2 (18 ago)  | SS8   | SSS Wadern-Weiskirchen 3 | 9.27 km   | Jari-Matti Latvala  | Toyota Yaris WRC      | 5:54.9  | Ott Tänak           |
| Día 3 (19 ago)  | SS9   | SSS Arena Panzerplatte 1 | 2.87 km   | Ott Tänak           | Ford Fiesta WRC       | 1:45.5  | Ott Tänak           |
| Día 3 (19 ago)  | SS10  | Panzerplatte 1           | 41.97 km  | Juho Hänninen       | Toyota Yaris WRC      | 24:39.7 | Ott Tänak           |
| Día 3 (19 ago)  | SS11  | Freisen 1                | 14.78 km  | Ott Tänak           | Ford Fiesta WRC       | 8:59.9  | Ott Tänak           |
| Día 3 (19 ago)  | SS12  | Römerstrasse 1           | 12.28 km  | Andreas Mikkelsen   | Citroën C3 WRC        | 6:13.9  | Ott Tänak           |
| Día 3 (19 ago)  | SS13  | SSS Arena Panzerplatte 2 | 2.87 km   | Dani Sordo          | Hyundai i20 Coupe WRC | 1:43.3  | Ott Tänak           |
| Día 3 (19 ago)  | SS14  | SSS Arena Panzerplatte 3 | 2.87 km   | Dani Sordo          | Hyundai i20 Coupe WRC | 1:43.4  | Ott Tänak           |
| Día 3 (19 ago)  | SS15  | Panzerplatte 2           | 41.97 km  | Dani Sordo          | Hyundai i20 Coupe WRC | 23:52.0 | Ott Tänak           |
| Día 3 (19 ago)  | SS16  | Freisen 2                | 14.78 km  | Sébastien Ogier     | Ford Fiesta WRC       | 8:44.8  | Ott Tänak           |
| Día 3 (19 ago)  | SS17  | Römerstrasse 2           | 12.28 km  | Jari-Matti Latvala  | Toyota Yaris WRC      | 6:12.0  | Ott Tänak           |
| Día 4 (20 ago)  | SS18  | Losheim am See 1         | 13.02 km  | Juho Hänninen       | Toyota Yaris WRC      | 6:32.0  | Ott Tänak           |
| Día 4 (20 ago)  | SS19  | St. Wendeler Land 1      | 12.95 km  | Esapekka Lappi      | Toyota Yaris WRC      | 6:22.5  | Ott Tänak           |
| Día 4 (20 ago)  | SS20  | Losheim am See 2         | 13.02 km  | Craig Breen         | Citroën C3 WRC        | 6:29.4  | Ott Tänak           |
| Día 4 (20 ago)  | SS21  | St. Wendeler Land 2 (PS) | 12.95 km  | Dani Sordo          | Hyundai i20 Coupe WRC | 6:17.3  | Ott Tänak           |
| Fuente: wrc.com |       |                          |           |                     |                       |         |                     |

### Power stage
El power stage al igual que en las anteriores carreras fue la última etapa del rally y tuvo un recorrido total de 12.95 km.
| Pos. | Piloto             | Copiloto         | Coche                 | Equipo                      | Tiempo | Puntos |
| ---- | ------------------ | ---------------- | --------------------- | --------------------------- | ------ | ------ |
| 1    | Dani Sordo         | Marc Martí       | Hyundai i20 Coupe WRC | Hyundai Motorsport          | 6:17.3 | 5      |
| 2    | Esapekka Lappi     | Janne Ferm       | Toyota Yaris WRC      | Toyota GAZOO Racing WRC     | +0.2   | 4      |
| 3    | Jari-Matti Latvala | Miikka Anttila   | Toyota Yaris WRC      | Toyota GAZOO Racing WRC     | +2.6   | 3      |
| 4    | Sébastien Ogier    | Julien Ingrassia | Ford Fiesta WRC       | M-Sport World Rally Team    | +2.7   | 2      |
| 5    | Craig Breen        | Scott Martin     | Citroën C3 WRC        | Citroën Total Abu Dhabi WRT | +2.9   | 1      |

### Clasificación final
| World Rally Championship | World Rally Championship | World Rally Championship | World Rally Championship | World Rally Championship    | World Rally Championship | World Rally Championship |
| Pos.                     | Piloto                   | Copiloto                 | Coche                    | Equipo                      | Neumático                | Tiempo                   |
| ------------------------ | ------------------------ | ------------------------ | ------------------------ | --------------------------- | ------------------------ | ------------------------ |
| 1                        | Ott Tänak                | Martin Järveoja          | Ford Fiesta WRC          | M-Sport World Rally Team    | M                        | 2:57:31.7                |
| 2                        | Andreas Mikkelsen        | Anders Jæger             | Citroën C3 WRC           | Citroën Total Abu Dhabi WRT | M                        | +16.4                    |
| 3                        | Sébastien Ogier          | Julien Ingrassia         | Ford Fiesta WRC          | M-Sport World Rally Team    | M                        | +30.4                    |
| 4                        | Juho Hänninen            | Kaj Lindström            | Toyota Yaris WRC         | Toyota GAZOO Racing WRC     | M                        | +1:49.2                  |
| 5                        | Craig Breen              | Scott Martin             | Citroën C3 WRC           | Citroën Total Abu Dhabi WRT | M                        | +2:01.5                  |
| 6                        | Elfyn Evans              | Daniel Barritt           | Ford Fiesta WRC          | M-Sport World Rally Team    | DM                       | +2:03.4                  |
| 7                        | Jari-Matti Latvala       | Miikka Anttila           | Toyota Yaris WRC         | Toyota GAZOO Racing WRC     | M                        | +3:58.2                  |
| 8                        | Hayden Paddon            | Sebastian Marshall       | Hyundai i20 Coupe WRC    | Hyundai Motorsport          | M                        | +4:32.4                  |
| 9                        | Armin Kremer             | Pirmin Winklhofer        | Ford Fiesta WRC          | M-Sport World Rally Team    | M                        | +10:19.4                 |
| 10                       | Eric Camilli             | Benjamin Veillas         | Ford Fiesta R5           | M-Sport World Rally Team    | M                        | +10:44.3                 |
| Fuente: wrc.com          |                          |                          |                          |                             |                          |                          |